# Фајтер (филм)
Фајтер (енгл. Kick-Ass) је црно-хумористички суперхеројски филм из 2010. године редитеља Метјуа Вона из сценарија Џејн Голдман и Вона. Заснован је на истоименој серији стрипова Марка Милара и Џона Ромите Млађег.
Прича причу о обичном тинејџеру Дејву Лизевском (Арон Џонсон), који намерава да постане суперхерој из стварног живота, називајући се „Фајтер”. Дејв бива затечен у већој тучњави када упозна Великог Татицу (Николас Кејџ), бившег полицајца који је у потрази за рушењем криминалног шефа Френка Д'Амика (Марк Стронг) и његовог сина Црвену Измаглицу (Кристофер Минц-Плас), обучио је своју једанаестогодишњу ћерку (Клои Грејс Морец) да буде безобзирна будна Опасница.
Филм је објављен 26. марта 2010. године у Уједињеном Краљевству, од стране Universal Pictures-а, и 16. априла у Сједињеним Државама, од стране Lionsgate-а. Упркос томе што је покренуо одређену полемику због вулгарности и насиља које је дете извршило, филм Фајтер је добро прихваћен и од критичара и од публике. Године 2011, освојио је награду Емпајер за за најбољи британски филм. Филм је стекао јак култно праћење од објављивања DVD-а и Blu-ray-а.
Наставак, редитеља и сценаристе Џефа Водлоуа и продуцента Воне, објављен је у августу 2013. године, са Џонсоном, Минц-Пласом и Морецовом понајвљајући своје улоге. Године 2018, Вон је најавио своју намеру за рибут серије.

## Радња
Главни лик ове невероватне акционе комедије је Дејв Лизевски—тинејџер, средњошколац кога дословце нико не примећује. Дејв је велики обожаватељ стрипова. Ускоро ће му на ум пасти генијална идеја: под утицајем огромне количине стрипова које поседује и чита, Дејв ће одлучити да постане суперхерој и да се бори против опаких злочинаца. У ту сврху набавиће потребно одело, наочаре, маску и променити име у—Фајтер. Постоји само један мали проблем: Фајтер не поседује никакве супермоћи. Међутим, његов живот ће се убрзо драстично променити након што група истомишљеника почне да га имитира, а он сам сретне 11-годишњу Опасницу и њеног оца Великог татицу и постане партнер с још једним умишљеним суперхеројем—Црвеном Измаглицом. У целу причу уплешће се и локални мафијаш, Френк Д’Амико, који ће наше новопечене суперхероје ставити на праве муке.

## Улоге
| Глумац              | Улога                           |
| ------------------- | ------------------------------- |
| Арон Џонсон         | Дејв Лизевски / Фајтер          |
| Кристофер Минц-Плас | Крис Д'Амико / Црвена Измаглица |
| Марк Стронг         | Френк Д'Амико                   |
| Клои Грејс Морец    | Минди Макриди / Опасница        |
| Николас Кејџ        | Дејмон Макриди / Велики Татица  |
| Линдси Фонсека      | Кејти Дома                      |
| Кларк Дјук          | Марти Ајзенберг                 |
| Еван Питерс         | Тод Хајнс                       |
| Софи Ву             | Ерика Чо                        |
| Омари Хардвик       | наредник Маркус Вилијамс        |
| Стју Рајли          | Хјуџ Гун                        |
| Мајкл Рисполи       | Биг Џо                          |
| Декстер Флечер      | Коди                            |
| Џејсон Флеминг      | Лоби Гун                        |
| Ксандер Беркли      | детектив Гигант                 |
| Кофи Натеј          | Разул                           |
| Кори Џонсон         | Спорти Гун                      |
| Адријан Мартинез    | Џинџер Гун                      |
| Катрена Рочел       | Фимејл Џанки                    |
| Омар Соранио        | Лерој                           |
| Гарет М. Браун      | г. Лизевски                     |
| Елизабет Макговрн   | гђа. Лизевски                   |
| Јанси Батлер        | Енџи Д'Амико                    |
| Дебора Твис         | гђа. Зејн                       |
| Крејг Фергусон      | себе                            |

## Наставак
Наставак, Фајтер 2, објављен је 14. августа 2013. године у Уједињном Краљевству и 16. августа у Сједињеним Државама.